# 母親的抉擇
母親的抉擇（英語：Mother's Choice） 是香港一個慈善機構，旨於關愛等待永久家庭的嬰兒及兒童，以及面對意外懷孕的少女及其家人。1987年，一小群希望協助意外懷孕少女及其家人面對困境的人成立「母親的抉擇」。今天，「母親的抉擇」繼續透過四項服務，包括意外懷孕支援服務、幼兒之家、領養服務，以及寄養服務，在香港的社會裡影響數以千計的生命。
- 願景：不再有孤獨無援的少女或嬰孩。
- 宗旨：與社會攜手改變生命，燃點希望。

## 服務

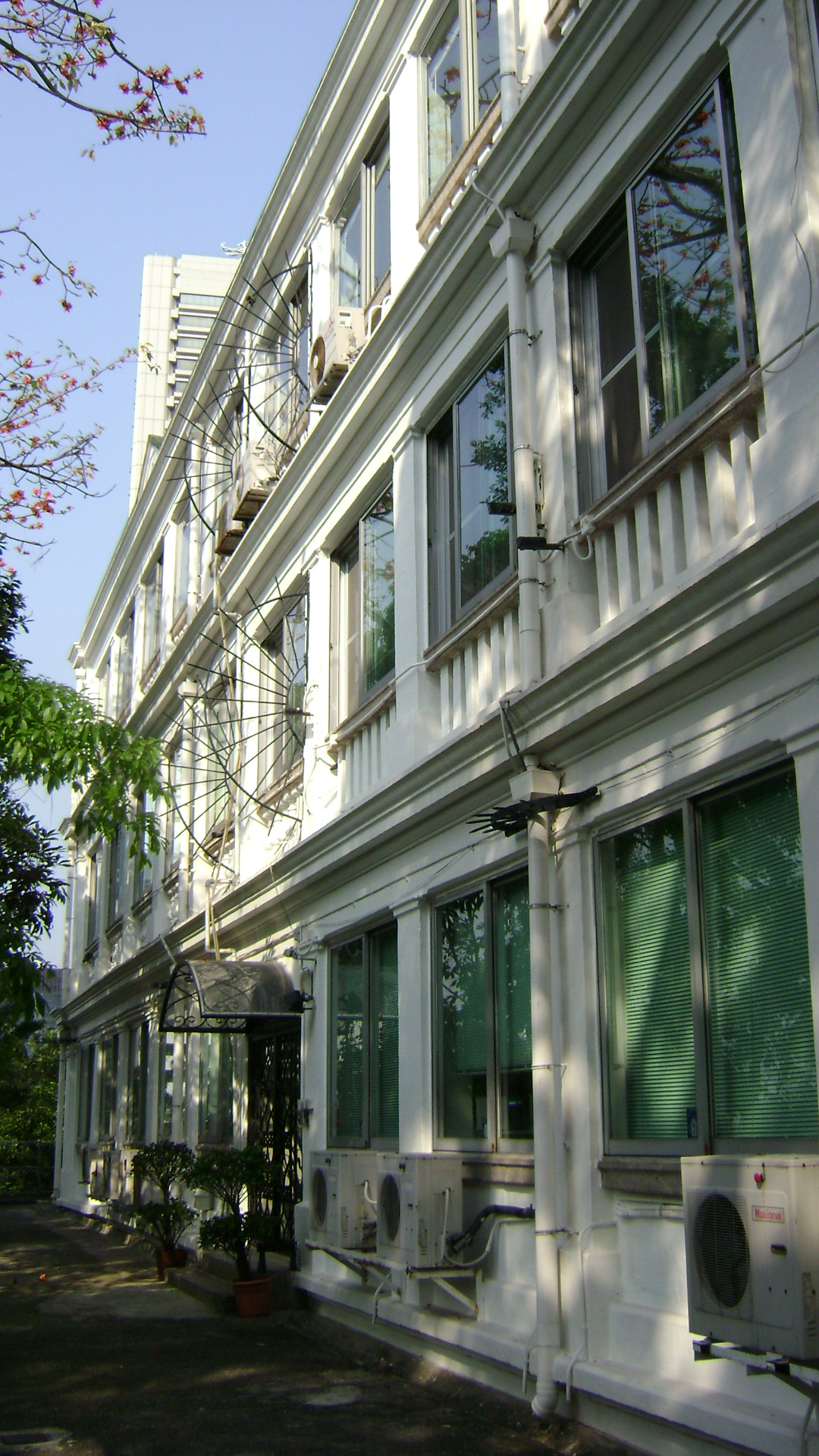
位於香港半山堅尼地道的「母親的抉擇」辦公室及住宿服務

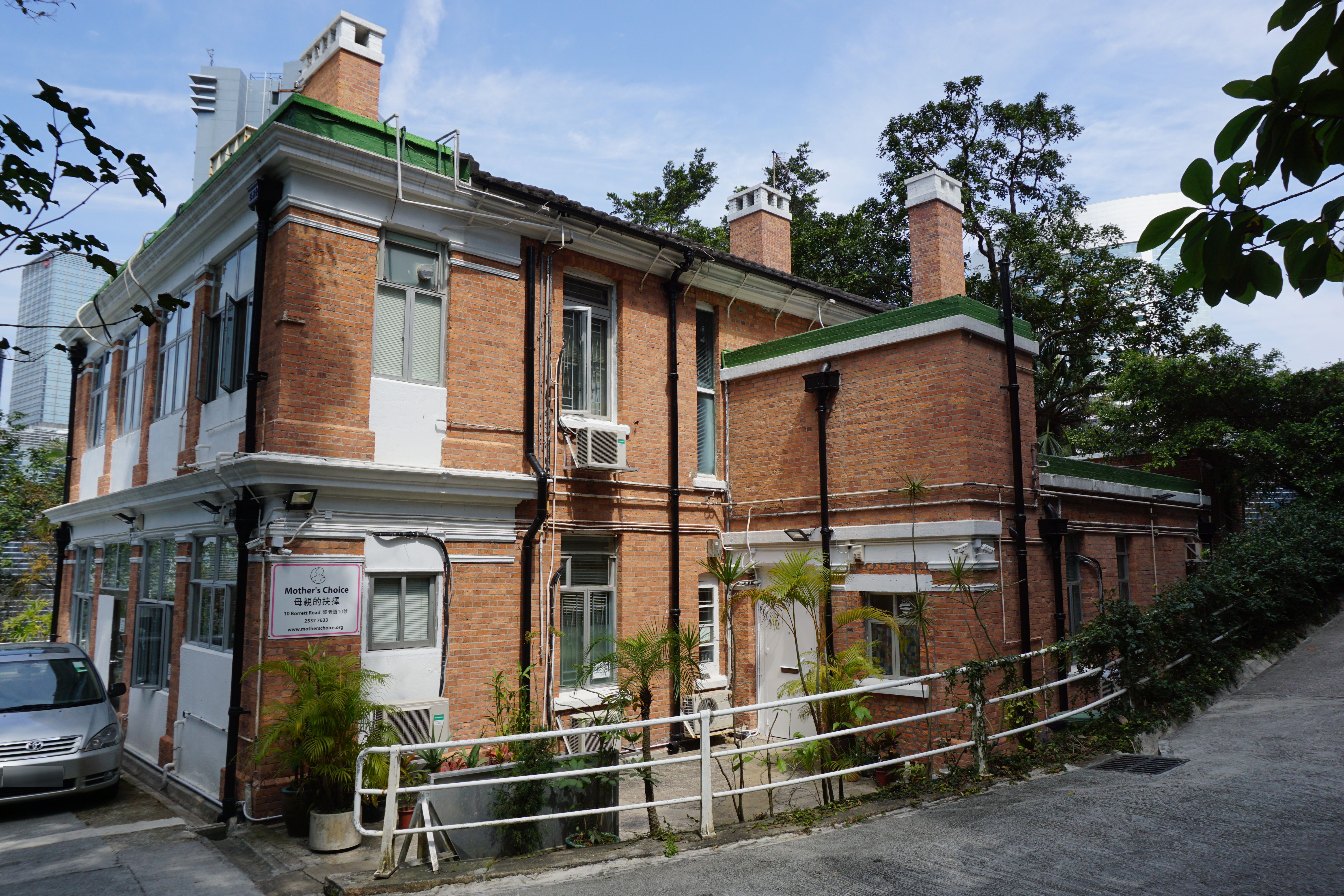
位於香港半山波老道的「母親的抉擇」辦公室

「母親的抉擇」以融合四項服務的全方位模式，有效地全面針對問題，解決即時需要並留下長期成效。

### 意外懷孕支援服務
「母親的抉擇」為正面對意外懷孕的少女及其家人提供中立及安全環境，讓她們能為自己及孩子作出最負責任的選擇。他們的全人服務包括電話支援、面談輔導，以及為有需要的懷孕少女提供住宿服務。同時，「母親的抉擇」亦透過學校講座、工作坊以及雙語網站將性教育知識傳遞給年輕人、家長及教育工作者。

### 幼兒之家
「母親的抉擇」的專業團隊及來自社會各界的義工，為等待永久家庭的嬰幼兒提供關愛及照顧。幼兒護理分為兩組：「嬰兒組」最多可同時護理32名新生至兩歲嬰幼兒，而「特殊幼兒組」則可最多為12名特殊需要兒童提供關愛、護理及治療，年齡介乎新生至六歲。

### 領養服務
「母親的抉擇」相信，每個孩子都值得擁有一個充滿愛的永久家庭。「母親的抉擇」與香港社會福利署合作提供本地及海外領養服務，並為孩子竭力爭取，協助他們盡快加入永久家庭。

### 寄養服務
「母親的抉擇」為因父母面對不同家庭問題或危機而無法撫養他們的兒童，提供暫時性的家庭寄宿及照顧。「母親的抉擇」透過寄養服務照顧80名兒童，協助他們建立互愛關係、獲得合適的照顧，直到他們與親生家庭重聚、加入領養家庭或可獨立生活。

## 重要人物

### 創辦人
- Ranjan Marwah
- Phyllis Marwah
- Helen Stephens
- Gary Stephens

### 董事局成員
- Andrew Gardener, 聯席主席
- 溫濟棠 (Joseph Wan), 聯席主席
- 張明明 (Anna Cheung)
- 魏平 (Ben Way)
- 劉馬露明 (Christine Ma-Lau)
- 陳振宇 (C Y Chan)
- Gretchen Ryan
- Joel James
- 劉湯敏儀 (Millie Tong Lau)
- 朱楊柏瑜 (Patricia Chu)
- Patrick Sherrington
- 白碧梅 (Rebecca Brosnan)
- 陳妍妮 (Rita Chan)
- 曹惠婷 (Ronna Chao)
- 鄭志雯 (Sonia Cheng)
- 邢微微 (Weiwei Xing)

### 慈善大使
- Purviz Shroff（贊助人）
- 王䓪鳴（副贊助人）
- 彭羚（星級大使）

## 姊妹機構
「母親的抉擇」過去多年漸漸建立了一個「姊妹機構」支援網絡，以同一理念及逼切感幫助那些需要愛與關懷的人。他們持續啟發、培訓及支持姊妹機構的工作。

### 希望之光兒童發展中心（中國廣西）
中國廣西的「希望之光兒童發展中心」（前名為「母親之愛」）於1995年成立，為有特殊需要的兒童提供居所及護理，並為感染愛滋病的孤兒提供援助。

### 母親的希望（印度那加蘭）
位於印度東北部那加蘭（Nagaland）的「母親的希望」於2001年成立，為意外懷孕的亂倫及強姦受害者提供服務，並協助創辦該區首個合法領養計劃。
http://www.mothershope.in （页面存档备份，存于）

### 母親的心（柬埔寨金邊）
柬埔寨金邊（Phnom Penh）的「母親的心」於2010年成立，為懷孕少女提供居所及護理，當中不少是人口販賣或綁架受害者，以及愛滋病毒或乙型肝炎病患者。
https://web.archive.org/web/20150105141437/http://www.mothersheart-cambodia.org/

## 外部連結
- 官方网站
- 母親的抉擇的Facebook專頁
- YouTube上的母親的抉擇頻道